# دارين ريان
دارين ريان (بالإنجليزية: Darren Ryan)‏ (3 يوليو 1972 في المملكة المتحدة - ) هو مدرب كرة قدم ولاعب كرة قدم بريطاني في مركز الوسط. لعب مع ذا نيو سينتس وستوكبورت كونتي وشروزبري تاون ونادي باري تاون يونايتد ونادي روتشديل ونادي نيوتاون ونيوبورت كونتي ونادي تشستر سيتي ونادي ميرثير تيدفيل ‏ وCardiff Grange Harlequins A.F.C. ‏ وCarmarthen Town A.F.C. ‏ وهافرفوردويست ‏.

## وصلات خارجية
- دارين ريان على موقع قاعدة بيانات كرة القدم.إي يو (الإنجليزية)
- دارين ريان على موقع Soccerbase.com (لاعب) (الإنجليزية)